# Ленинский сельсовет (Пензенская область)
Ленинский сельсовет — сельское поселение в Пензенском районе Пензенской области Российской Федерации.
Административный центр — село Ленино.

## История
Статус и границы сельского поселения установлены Законом Пензенской области от 2 ноября 2004 года № 690-ЗПО «О границах муниципальных образований Пензенской области».

## Население
| 2002  | 2010  | 2012  | 2013  | 2014  | 2015  | 2016  |
| ----- | ----- | ----- | ----- | ----- | ----- | ----- |
| 1785  | ↗1959 | ↗1962 | ↗2018 | ↗2032 | ↗2040 | ↗2042 |
| 2017  | 2018  | 2021  |       |       |       |       |
| ↘2023 | ↘1991 | ↘1643 |       |       |       |       |

## Состав сельского поселения
| № | Населённый пункт | Тип населённого пункта       | Население |
| - | ---------------- | ---------------------------- | --------- |
| 1 | Ардым            | железнодорожная станция      | ↗520      |
| 2 | Колюпановка      | деревня                      | 26        |
| 3 | Ленино           | село, административный центр | ↗1413     |